# Ciocolaterie

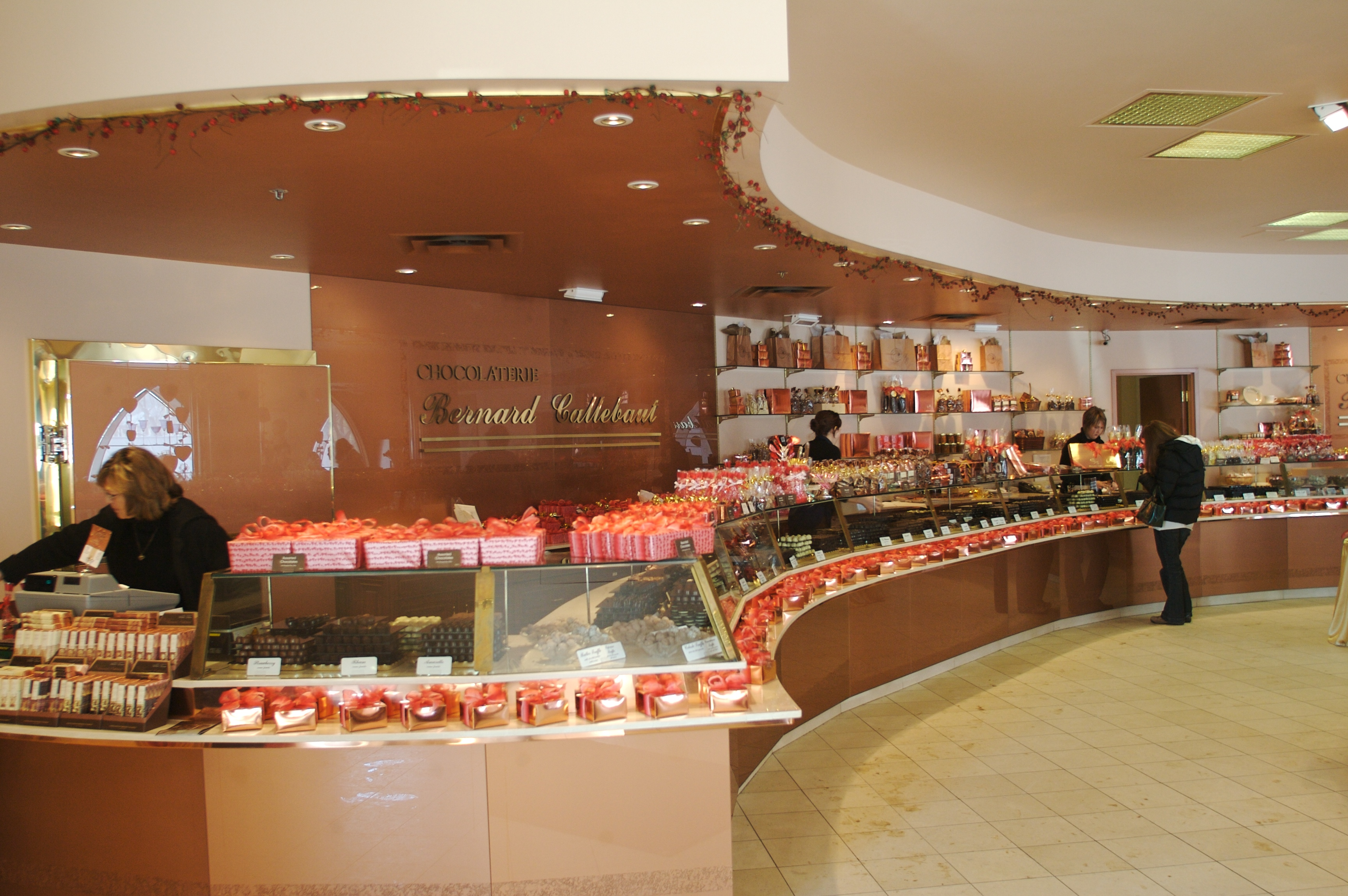
Ciocolateriea Bernard Callebaut

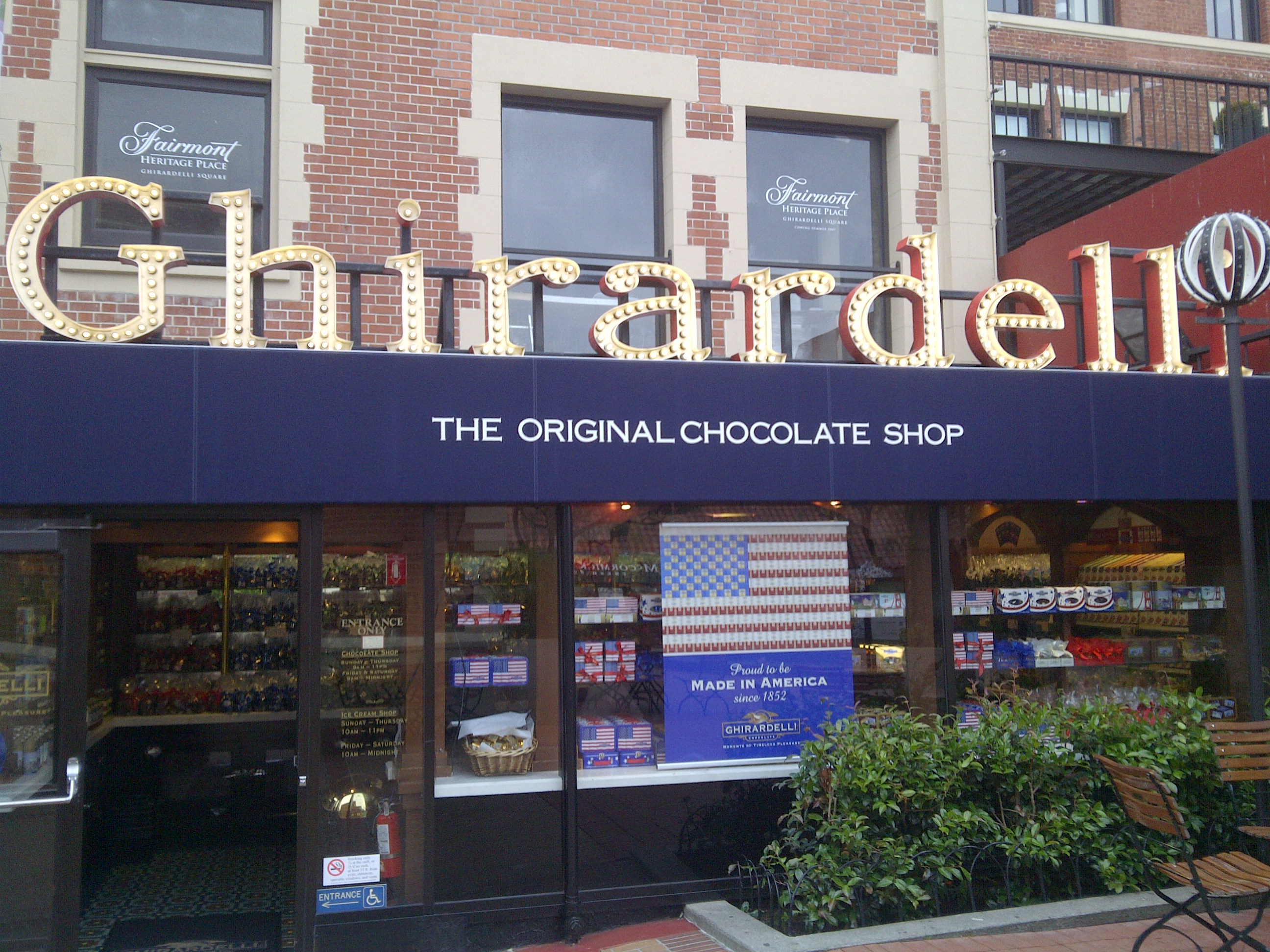
Ghirardelli Chocolate Company, San Francisco, un magazin de ciocolată și un producător.

O ciocolaterie este un tip de afacere care produce produse de cofetărie și le vinde în același loc. Este, de obicei, o mică afacere de familie, de multe ori de operare la o singură locație. Cuvântul este de origine franceză, iar magazinele numite ca atare sunt comune în Franța și Belgia. Termenul este, de asemenea, folosit pentru a desemna companii mai mari de producție de ciocolată, cum ar fi Chocolarie Guylian, dintre care multe au început ca magazine mai mici. Acest tip de magazin operează în alte țări, de exemplu în SUA, Canada, Marea Britanie și Germania, uneori folosind termenul francez. Magazinele care vând bomboane și ciocolată, dar nu produc propria marcă, se numesc „Magazine de cofetărie” sau alte nume, în funcție de regiune. Termenul profesional asociat este ciocolatier, deși acest termen este folosit uneori și pentru a descrie ciocolatele, cum ar fi Godiva Chocolatier.

## Istorie
Până la descoperirea Lumii Noi, arborele de cacao era necunoscut europenilor. Spaniolii au fost primii care au adus boabe de cacao în Europa, împreună cu echipamente de măcinare a boabelor. În secolul al XVIII-lea, inventarea presei hidraulice de către Doret și a fabricii de ciocolată cu aburi de către Dubuisson a permis începerea producției în masă de ciocolată.
Prima ciocolaterie s-a deschis la Paris în 1659.